# Tucanti plumicornis
Tucanti plumicornis är en skalbaggsart som beskrevs av Martins och Maria Helena M. Galileo 2009. Tucanti plumicornis ingår i släktet Tucanti och familjen långhorningar.
Artens utbredningsområde är Venezuela. Inga underarter finns listade i Catalogue of Life.